# Molophilus claessoni
Molophilus claessoni là một loài ruồi trong họ Limoniidae. Chúng phân bố ở miền Cổ bắc.